# Android Donut
Android 1.6 "Donut" là một phiên bản đã ngừng phát triển của hệ điều hành Android, được đặt tên mã theo chủ đề món tráng miệng. Được phát triển bởi Google, Donut ra mắt vào mùa thu năm 2009 cho một loạt các điện thoại thông minh, bổ sung thêm các tính năng mới như hỗ trợ điện thoại dùng mạng CDMA, hỗ trợ thêm cho các kích thước màn hình, và thêm tính năng chuyển đổi văn bản ra thoại.